# Твор
Твор или мрки твор (лат. Mustela putorius) је дивља животиња, грабљиви сисар из породице куна и рода ласица, познат по томе да кад је угрожен или веома узбуђен, штрцањем избацује смрдљиви секрет из жлезде испод репа.

## Еволуција
Најранији прави твор био је Мустела стромери, који се појавио током касног доба Вилафранкијана. Био је знатно мањи од садашњег облика, што је указивало на то да су  еволуирали у релативно касном периоду. Најстарији модерни фосили налазе се у Немачкој, Британији и Француској и датирају из средњег плеистоцена. Најближи рођаци европског твора су степски и црноноги твор, за које се сматра да деле Мустела стромери као заједничког претка. Европски твор, међутим, није тако максимално прилагођен у правцу месождерства као степски пор, будући да је мање специјализован за структуру лобање и дентицију. Европски твор се вероватно одвојио од степског овца пре 1,5 милиона година на основу ИРБП-а, иако трансверзије цитокрома б указују на млађи датум од 430.000 година. Такође је блиско сродна са европском куном, са којом може да се хибридизује.

## Карактеристике
Дугачак је од 40 до 95 сантиметара, а тешки и до 8 килограма, с тим што су мужјаци и до три пута већи од женки. Имају витко, издужено тело, са релативно кратким и веома мишићавим ногама, и дуге канџе на предњим шапама за копање. Има црно или кестењасто крзно, које је на трбуху жуто или бело, а на лицу има беле шаре. Они могу имати једну дебелу траку преко леђа и репа, или две тање траке, или низ белих мрља и испрекиданих пругица. Неки имају и пруге на ногама. Најразвијеније му је чуло њуха.
У борби користи своје оштре зубе а кад једном ухвати непријатеља зубима, стисак не попушта чак ни ако га противник убије. Животни век му је око 9 година.
Храни се мишевима, пацовима, водоземцима, птицама и птичјим јајима, зечевима, гуштерима, рибама и пужевима. Понекад једе и воће. Опасан је и за домаћу живину. У потрази за храном спреман је да нападне и два пута већу животињу од себе. Интересантан је начин на који спрема жабе као залиху хране. Угризом оштети жаби нерве, па она остаје жива, али не може да се креће.
Ако се осети угроженим, упозорава на опасност лупкањем ногу или ходањем на предњим ногама, а уколико је опасност и даље присутна, избацује смрдљиви секрет из жлезде поред аналног отвора. Оглашава се фрктањем и режањем.Мајстор је бежања ако му одбрана не успе.

## Станиште
Живи на пољима и ливадама, уз ивице шума, у мочварним подручјима, а зими и близу људских насеља ради хране. Труде се да буду близу питке воде. Строго је територијална животиња. Живи усамљеничким животом. Мање су активни него остале ласице , а дан обично проведу у склоништу. Активан је у предвечерје и ноћу. Добар је пливач и добро рони. Станује у рупама које сам ископа или рупама кунића. Спада у ловну дивљач.

## Размножавање
Пари се у пролеће. Женка носи младе око два месеца и затим брине о њима три месеца. Обично окоти 2 до 3 младунца. Младунци се рађају слепи, глуви, и прекривени меким слојем крзна. Прогледају после отприлике три недеље. Кад достигну величину одраслих и буду спремни да се паре, младунци постају самостални. То је обично кад имају око годину дана. Мајка брине о младунцима и штити их прскањем и на најмањи повод. Мужјак нема никакву улогу у одгајању младих.